# Caburé-miudinho
O caburé-miudinho (nome científico: Glaucidium minutissimum) é uma espécie endêmica do Brasil de ave da família dos estrigídeos (Strigidae).

## Etimologia
O nome popular caburé deriva do tupi kawu're. Originalmente era um termo (também presente na variante cauré) que indicava corujas e falcões. Sua primeira ocorrência registrada é do ano de 1587. Em 1631, houve novo uso com o sentido de "ave dos bubonídeos". De acordo com o Dicionário Histórico das Palavras Portuguesas de Origem Tupi (DHPT), o vocábulo tupi "parece proceder de cabu-ré, que quer dizer propenso às vespas escuras, ou que se alimenta dela". Teodoro Sampaio em O Tupi na Geografia Nacional (TupGN) argumenta que derivou do tupi caá-por-é (da raiz ka'a-, "mato"), que significa "dado a morar no mato". A partir desta acepção, comenta, surgiram sentidos totalmente distintos de caburé como "habitante da roça", "mestiço" ou "árvore".

## Taxonomia
Já argumentou-se que o nome científico aqui utilizado pertence, na verdade, ao caburé-de-pernambuco, sendo G. sicki o nome teoricamente adequado ao caburé-miudinho. Contudo, isso não ganhou ampla aceitação. Anteriormente, esta espécie incluía como subespécies o caburé-de-colima (Glaucidium palmarum), o caburé-de-tamaulipas (Glaucidium sanchezi), caburé-centro-americano (Glaucidium griseiceps), caburé-subtropical (Glaucidium parkeri) e mochinho-da-baixa-califórnia (Glaucidium hoskinsii).

## Distribuição e habitat
Esta espécie tem um alcance extenso. Reside no Brasil entre Santa Catarina, Paraná, São Paulo, Rio de Janeiro, Espírito Santo, Minas Gerais e sul da Bahia e também está presente em Goiás. Acasala no Belize, Bolívia, Colômbia, Costa Rica, Guatemala, Honduras, Panamá e Peru. Habita florestas tropicais e subtropicais úmidas persistentes e bordas de florestas, assim como dosséis de arbustos abertos situadas até 1 100 metros de altitude.

## Descrição
Essa é uma das menores espécies de coruja da América do Sul, com média de 55 gramas e 15 centímetros. O comprimento da asa pode atingir de 8.5 a 9.1 centímetros, enquanto a cauda pode atingir um comprimento de 4.9 a 5.4 centímetros. Sua cabeça é arredondada, sem tufos nas orelhas. O disco facial castanho-acinzentado pálido não é pronunciado e mostra algumas linhas concêntricas avermelhadas. Seus olhos são amarelados, com sobrancelhas esbranquiçadas. A parte superior do corpo é relativamente escura, marrom-avermelhada com pequenas manchas brancas. As asas são marrom-escuras e relativamente curtas. A cauda é marrom escuro com cinco barras claras. A parte inferior do corpo é cinza claro ou branco, com listras marrom-avermelhadas. A garganta mostra uma área arredondada esbranquiçada. As pernas são emplumadas, com dedos eriçados e amarelados. As garras são do tipo chifres com pontas escuras. O bico é amarelo-esverdeado.

## Biologia
O caburé-miudinho se alimenta principalmente de insetos, às vezes capturando pequenos vertebrados. É ativo ao anoitecer e ao amanhecer, mas ocasionalmente caça durante o dia. A canção do macho é de duas a quatro notas longas separadas por pausas curtas.

## Conservação
Não há dados concretos com relação à população de caburé-miudinho, mas se assume que esteja declinando. Em 2005, foi classificado como em perigo na Lista de Espécies da Fauna Ameaçadas do Espírito Santo; em 2010, como vulnerável na Lista de Espécies Ameaçadas de Extinção da Fauna do Estado de Minas Gerais; em 2014, como pouco preocupante no Livro Vermelho da Fauna Ameaçada de Extinção no Estado de São Paulo; e em 2018, como pouco preocupante na Lista Vermelha do Livro Vermelho da Fauna Brasileira Ameaçada de Extinção do Instituto Chico Mendes de Conservação da Biodiversidade (ICMBio).